# Dolmens d'Aurières
Les dolmens d'Aurières sont trois dolmens situés à Alzon, en France,,.

## Caractéristiques
Les dolmens se situent dans le département du Gard, à 2,5 km au sud-est du bourg d'Alzon, à 500 m au sud-ouest du hameau d'Aurières.

## Historique
Les monuments datent du Néolithique.